# Blattella parvula
Blattella parvula är en kackerlacksart som beskrevs av Bei-Bienko 1954. Blattella parvula ingår i släktet Blattella och familjen småkackerlackor. Inga underarter finns listade.